# Genouillac (Charente)
Genouillac ist eine Ortschaft und eine ehemalige französische Gemeinde mit 614 Einwohnern (Stand 1. Januar 2022) im Département Charente in der Region Nouvelle-Aquitaine (vor 2016 Poitou-Charentes). Sie gehörte zum Arrondissement Confolens und zum Kanton Charente-Bonnieure. Die Einwohner werden Genouillacais genannt.
Mit Wirkung vom 1. Januar 2019 wurden die ehemaligen Gemeinden Roumazières-Loubert, Genouillac, Mazières, La Péruse und Suris zur Commune nouvelle Terres-de-Haute-Charente zusammengelegt und haben in der neuen Gemeinde den Status einer Commune déléguée. Der Verwaltungssitz befindet sich im Ort Roumazières-Loubert.

## Geographie
Der Ort liegt etwa 29 Kilometer nordöstlich von Angoulême. Genouillac wird umgeben von den Nachbarorten Roumazières-Loubert im Norden, Suris im Osten, Lésignac-Durand im Südosten, Cherves-Châtelars im Süden, Mazières im Süden und Westen, Suaux im Westen sowie Nieuil im Nordwesten.

## Bevölkerungsentwicklung
| Jahr                       | 1962 | 1968 | 1975 | 1982 | 1990 | 1999 | 2006 | 2013 |
| Einwohner                  | 914  | 900  | 863  | 715  | 574  | 575  | 574  | 614  |
| Quellen: Cassini und INSEE |      |      |      |      |      |      |      |      |

## Sehenswürdigkeiten
- Kirche Saint-Martial aus dem 12. Jahrhundert
- alte Ziegelei Perrusson

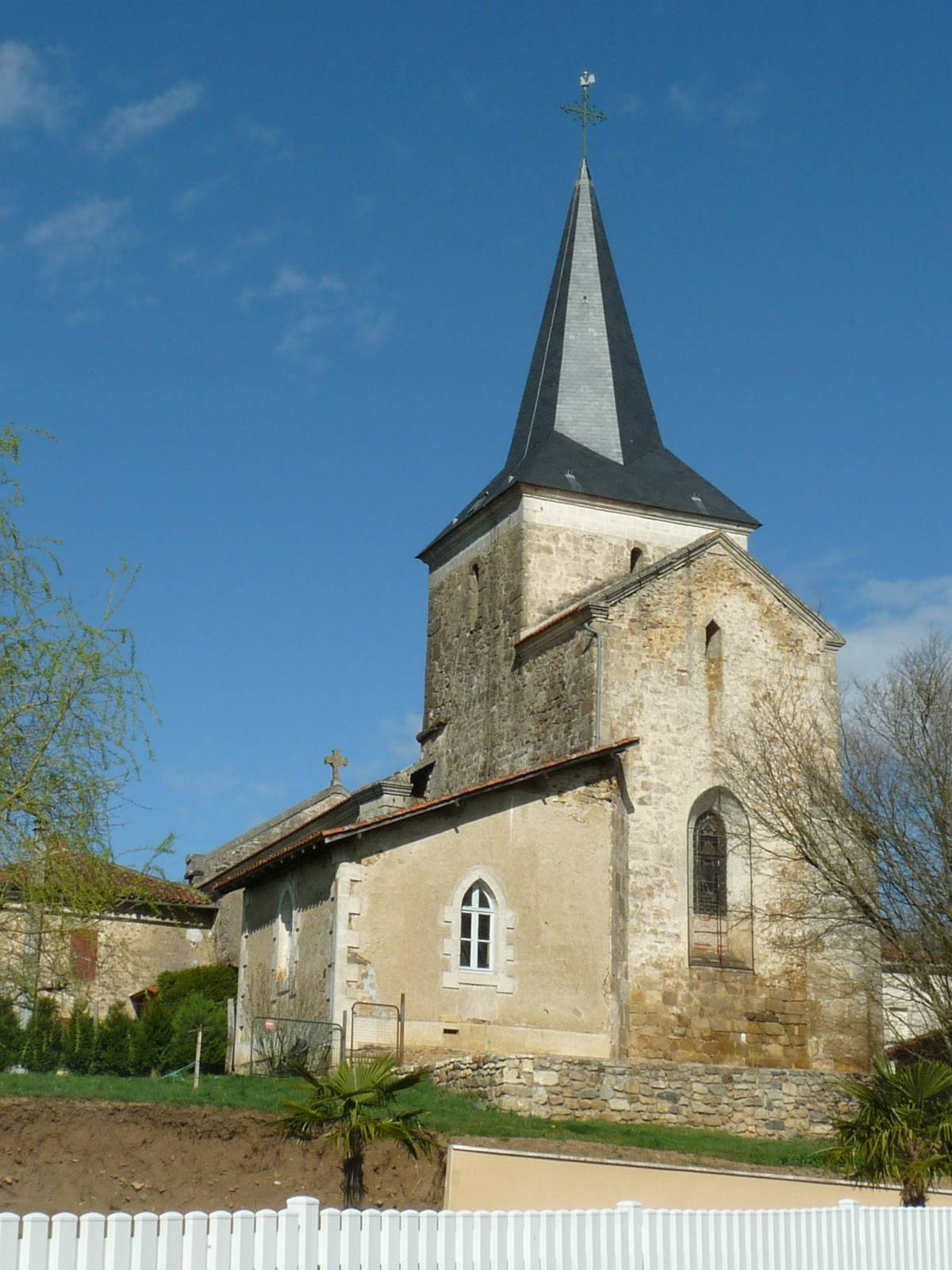
Kirche Saint-Martial
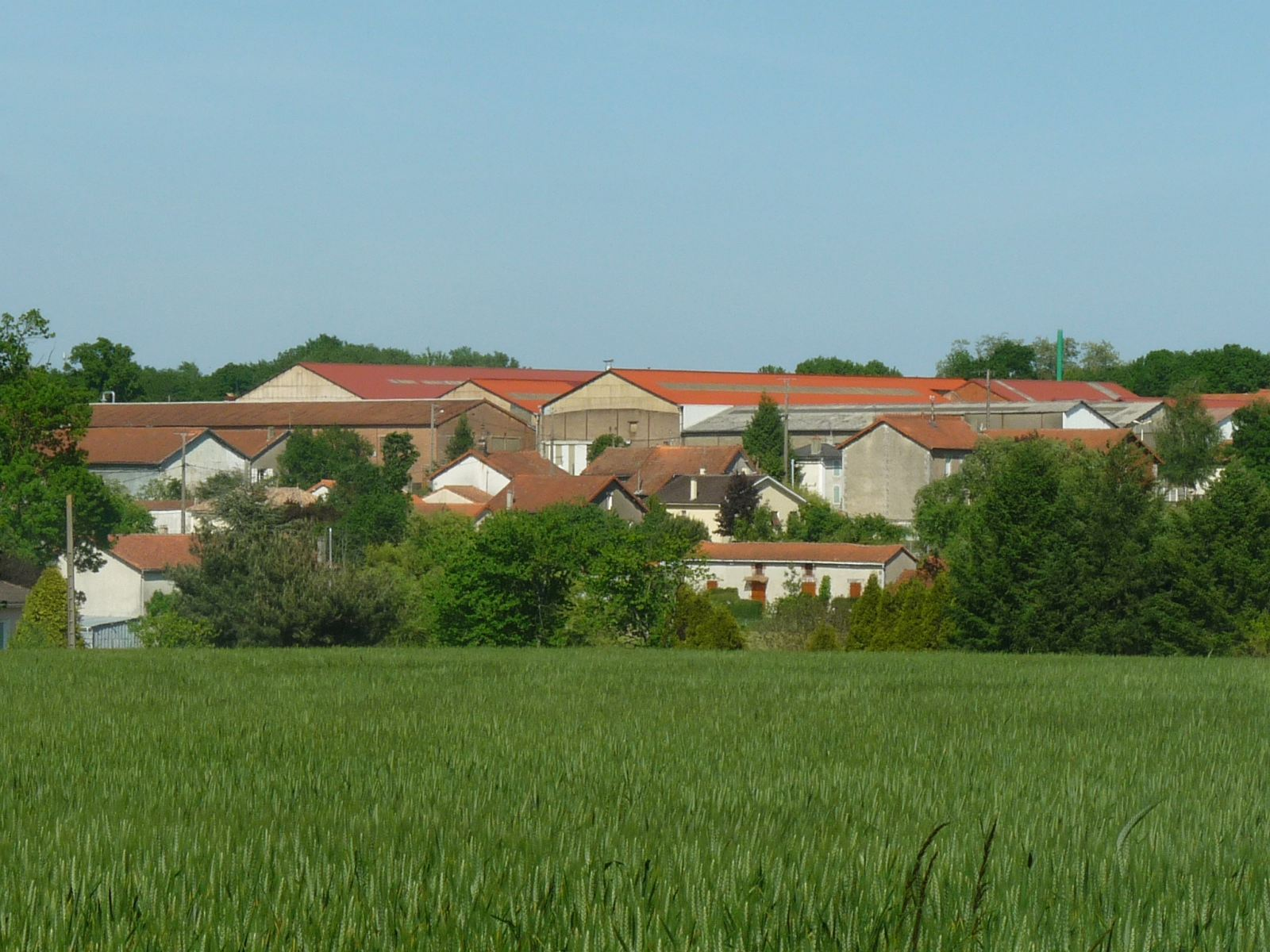
Alte Ziegelei